# Bartieniewo (mijanka)
Bartieniewo (ros. Бартенево) – mijanka i przystanek kolejowy w miejscowości Bartieniewo, w rejonie zubcowskim, w obwodzie twerskim, w Rosji. Położona jest na linii Moskwa - Siebież.